# Natalia Antonova
Natalia Antonova (Russisch: Наталия Антонова; 25 mei 1995) is een Russisch baanwielrenster, gespecialiseerd in de teamsprint, 500 m tijdrit, Keirin en sprint. Ze nam deel aan de  Wereldkampioenschappen baanwielrennen in 2019 waar ze een 12e plaats behaalde op de 500 m tijdrit.

## Belangrijkste resultaten

### Elite
| Jaar        | EK          | WK          | Olympische Spelen | Overig                                         |
| Als belofte | Als belofte | Als belofte | Als belofte       | Als belofte                                    |
| ----------- | ----------- | ----------- | ----------------- | ---------------------------------------------- |
| 2016        | teamsprint  |             |                   |                                                |
| 2017        | teamsprint  |             |                   |                                                |
| Als elite   |             |             |                   |                                                |
| 2017        |             |             |                   | GP Moskou: 500m tijdrit                        |
| 2018        |             |             |                   | Cottbuser SprintCup: 500m tijdrit              |
| 2019        |             |             |                   | GP Minsk: 500m tijdrit GP Moskou: 500m tijdrit |
| 2020        | teamsprint  |             |                   |                                                |
| 2021        | teamsprint  | teamsprint  |                   |                                                |